# Coupe du monde de rugby à XV 2011
Navigation
Coupe du monde 2007 Coupe du monde 2015
La Coupe du monde de rugby à XV 2011 est la septième édition de cette compétition organisée tous les quatre ans depuis 1987, et se déroule en Nouvelle-Zélande. C'est le plus grand événement sportif jamais tenu dans le pays, éclipsant la Coupe du monde de rugby à XV 1987, les Jeux du Commonwealth de 1990, la Coupe du monde de cricket de 1992 et la Coupe de l'America 2003. Les organisateurs attendaient 95 000 visiteurs d'outre-mer en Nouvelle-Zélande.
Le tournoi se déroule du 9 septembre au dimanche 23 octobre 2011. Il s’agit de la troisième phase finale de Coupe du monde se disputant en Océanie. De 2008 à 2010, les sélections nationales de 81 pays participent par zones géographiques à une phase qualificative, dans le but de désigner les équipes disputant le tournoi final. Cette édition constitue la deuxième édition la plus rentable de l'histoire de l'épreuve. Avec 1,35 million de spectateurs, la billetterie a enregistré plus de 168 M€ de revenus, dépassant ainsi les objectifs. Au total, un excédent net de plus de 108 M€ est enregistré, soit 3 % de plus que l'édition 2007.
En finale, le 23 octobre 2011 sur la pelouse de l'Eden Park d'Auckland, la Nouvelle-Zélande vient à bout de la France sur le score de 8 à 7 et remporte son deuxième trophée planétaire après celui de 1987 face à la même équipe.

## Préparation de l’événement

### Désignation du pays organisateur
La Nouvelle-Zélande est retenue comme pays hôte lors d'une réunion de l'International Rugby Board qui se tient à Dublin le 17 novembre 2005. Le vote est effectué en deux tours, le projet concurrent proposé par l'Afrique du Sud est éliminé au premier et celui présenté par le Japon, pourtant très solide et soutenu par le gouvernement japonais, est éliminé au second (treize votes pour la Nouvelle-Zélande et huit pour le Japon). Cette décision est critiquée comme faisant la part belle à la dizaine de fédérations les plus puissantes, accusées de rester entre elles, au détriment du développement international du rugby.

### Ballon officiel

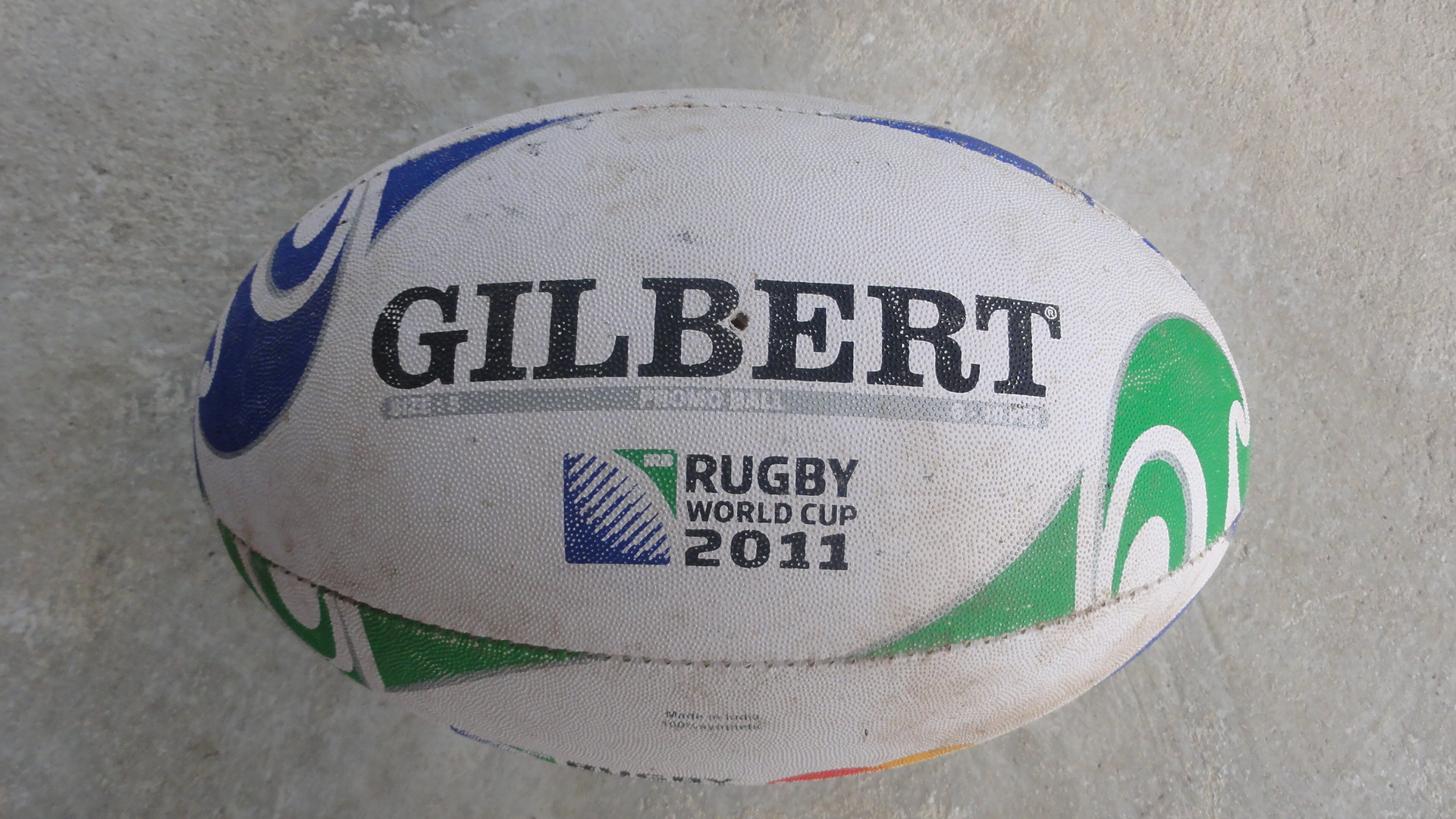
Ballon officiel de la Coupe du monde 2011.

Le ballon officiel de la Coupe du monde de rugby à XV de 2011 est fabriqué par Gilbert. Surnommé « Virtuo », il est présenté officiellement par Gilbert à Auckland en mai 2011 et il est fabriqué spécialement pour l'événement. Il a été lancé après une longue période d’essais et testé lors de nombreux matches internationaux, notamment lors des tournées d’automne 2010 et pendant le Tournoi des Six Nations 2011. Virtuo est conçu pour être plus performant notamment avec une valve différente et un nouvel ajustement de la vessie destinés à maintenir la forme du ballon et faciliter les vrilles.
Lors des phases de poule de la Coupe du monde, la qualité du ballon est remise en cause en raison d'un taux d'échec élevé des buteurs de chaque nation : après une vingtaine de matches, le taux de réussite des buteurs dépasse tout juste 60 %. Seules 56 % des pénalités sont passées, une moyenne bien inférieure à celles des précédentes éditions. L'équipementier Gilbert a réfuté ces accusations, imputant le manque de réussite aux conditions climatiques lors de cette Coupe du monde. Après la compétition, Jonny Wilkinson, le demi d'ouverture du XV de la Rose dénonce les organisateurs de la Coupe du monde, les accusant de ne pas avoir délivré les mêmes types de ballons qui avaient été mis à disposition avant la compétition et avec lesquels les joueurs s'étaient entraînés.

### Autres polémiques
En dehors du ballon déjà évoqué ci-dessus, deux points peuvent être cités : le fait que l'équipe américaine dispute son premier match de la compétition le 11 septembre 2011, date particulièrement mal choisie pour cette nation et l'autorisation donnée par l'IRB aux Anglais de jouer en noir, couleur traditionnelle des All Blacks, équipe du pays hôte de surcroît.

### Villes et stades
Treize stades sont initialement retenus pour accueillir les rencontres, dont sept doivent être rénovés pour la compétition. En raison d'un séisme survenu le 22 février 2011, le stade de Christchurch est considéré à la mi-mars comme non opérationnel.
| \| Okara Park North Harbour Stadium Eden Park Waikato Stadium Rotorua Int'l Stadium Yarrow Stadium McLean Park Arena Manawatu Wellington Regional Stadium Trafalgar Park Otago Stadium Rugby Park \| Sites de la Coupe du monde. |
| Okara Park North Harbour Stadium Eden Park Waikato Stadium Rotorua Int'l Stadium Yarrow Stadium McLean Park Arena Manawatu Wellington Regional Stadium Trafalgar Park Otago Stadium Rugby Park                                   |

| Okara Park North Harbour Stadium Eden Park Waikato Stadium Rotorua Int'l Stadium Yarrow Stadium McLean Park Arena Manawatu Wellington Regional Stadium Trafalgar Park Otago Stadium Rugby Park |

## Qualifications
Vingt équipes participent à la compétition. La Nouvelle-Zélande est qualifiée d'office en tant que pays organisateur. Les trois premières de chaque poule (soit douze équipes) de l'édition précédente sont qualifiées d'office, dont l'Afrique du Sud, tenante du titre. Les huit autres équipes présentes à la Coupe du monde 2011 passent par une phase qualificative préliminaire. La Russie est la seule équipe qui participe pour la première fois à une phase finale de la Coupe du monde.
| Carte                                                                                            | Europe (FIRA-AER) Neuf qualifiés | Amérique du Sud (CONSUR) Un qualifié                          | Afrique (CAR) Deux qualifiés                               |
| ------------------------------------------------------------------------------------------------ | --- | ------------------------------------------------------------- | ---------------------------------------------------------- |
| Équipes participant aux qualifications pour la Coupe du monde 2011.                              | Angleterre : 7e phase finale France : 7e Irlande : 7e Pays de Galles : 7e Écosse : 7e Italie : 7e Roumanie : 7e, qualifiée Géorgie : 3e, qualifiée Russie : 1re, qualifiée | Argentine : 7e phase finale                                   | Afrique du Sud T : 5e phase finale Namibie : 4e, qualifiée |
| Océanie (FORU) Cinq qualifiés                                                                    | Angleterre : 7e phase finale France : 7e Irlande : 7e Pays de Galles : 7e Écosse : 7e Italie : 7e Roumanie : 7e, qualifiée Géorgie : 3e, qualifiée Russie : 1re, qualifiée | Amérique du Nord, Antilles, Caraïbes (NACRA) Deux qualifiés   | Asie (ARFU) Un qualifié                                    |
| Australie : 7e phase finale Nouvelle-Zélande PO : 7e Fidji : 6e Samoa : 6e, qualifiés Tonga : 6e | Angleterre : 7e phase finale France : 7e Irlande : 7e Pays de Galles : 7e Écosse : 7e Italie : 7e Roumanie : 7e, qualifiée Géorgie : 3e, qualifiée Russie : 1re, qualifiée | Canada : 7e phase finale, qualifié États-Unis : 6e, qualifiés | Japon : 7e phase finale, qualifié                          |

### Participation des Fidji
La participation de droit des Fidji, et la tenue de la compétition en Nouvelle-Zélande, suscite une certaine controverse. À la suite du coup d'État militaire de décembre 2006, la Nouvelle-Zélande impose des sanctions aux Fidji. En particulier, elle ne délivre pas de visas aux Fidjiens ayant des liens de parenté avec des membres des forces armées. Cela a déjà posé un problème lors du deuxième tour des éliminatoires de la Coupe du monde de football 2010 en zone Océanie, lorsque les autorités néo-zélandaises refusent d'accorder un visa au gardien de but fidjien Simione Tamanisau, son beau-père étant militaire. La FIFA annule le match à la suite du refus de la Nouvelle-Zélande de permettre à tous les joueurs fidjiens de participer ; il a finalement lieu, un an plus tard, aux Fidji, et l'équipe fidjienne le remporte (2-0) contre les All Whites.
Pour la Coupe du monde 2011, la Nouvelle-Zélande avertit qu'elle maintient sa politique de refuser un visa à tout parent d'un militaire fidjien, le gouvernement militaire étant toujours au pouvoir. En effet, Voreqe Bainimarama, auteur du coup d'État, affirme que le gouvernement précédent est raciste et corrompu, et que seule l'armée peut mener à bien des réformes d'assainissement. Il promet un retour à la démocratie pour 2014, date jugée bien trop éloignée par les Néo-Zélandais. Les Fidjiens protestent, affirmant que cette politique ne leur permet pas de constituer la meilleure équipe possible. Le colonel Mosese Tikoitoga, président de la Fédération fidjienne de rugby à XV, déclare que cette politique de visas constitue une ingérence politique dans le processus de sélection des joueurs. En effet, « cinq ou six des joueurs qui seraient probablement sélectionnés dans l’équipe fidjienne pour la Coupe du monde » sont des militaires. Murray McCully, ministre néo-zélandais des Affaires étrangères et de la Coupe du monde de rugby, réaffirme la décision inflexible de son pays : « Je suis étonné que nous ayons à le redire encore plus clairement : interdit, ça veut dire interdit ». La menace d'un boycott fidjien est évoquée, mais décrite comme peu probable. Toutefois, si les Fidji décident de ne pas participer à la Coupe, la International Rugby Board indique que l'Uruguay, éliminée dans son dernier match de qualification, prendrait leur place.
En juillet, ayant confirmé leur participation, les Fidji nomment Leone Nakarawa, un soldat, dans leur équipe. Nakarawa démissionne de l'armée afin de pouvoir entrer en Nouvelle-Zélande. En août, Murray McCully annonce qu'il sera autorisé à participer à la Coupe du Monde, et Nakarawa est bien présent, portant le maillot numéro 4, pour le premier match des Fidji, le 10 septembre, contre la Namibie.

## Acteurs de la Coupe du monde

### Joueurs
| Joueurs | Clubs                                           |
| ------- | ----------------------------------------------- |
| 14      | Leinster Rugby Stade toulousain VVA Podmoskovye |
| 13      | ASM Clermont Auvergne                           |
| 12      | Benetton Trévise Crusaders Montpellier HR       |
| 11      | Leicester Tigers Ospreys                        |
| 10      | Aironi Reds Sale Sharks Scarlets Stade français |

L'International Rugby Board (IRB) a imposé aux sélectionneurs de dévoiler leurs listes de joueurs avant le 22 août au plus tard. Chaque équipe emmène un groupe de trente joueurs en Nouvelle-Zélande, ce qui fait un total de six cents rugbymen. Le plus jeune est l'ailier canadien Taylor Paris, 18 ans au début de la compétition. Le plus âgé est le troisième ligne centre russe Vyacheslav Grachev, 38 ans.
Le Leinster Rugby, le Stade toulousain et le VVA Podmoskovye sont les clubs qui comptent le plus de joueurs sélectionnés pour la Coupe du monde avec quatorze joueurs chacun devant l'ASM Clermont Auvergne avec treize joueurs. Dans les autres principaux championnats européens et mondiaux, ce sont les clubs du Benetton Trévise, des Crusaders et du Montpellier HR qui envoient le plus de joueurs au mondial 2011.

### Arbitres
La liste a été révélée par le président du comité de sélection des officiels de match et membre du conseil de l’IRB, David Pickering au mois de mai 2011. Les arbitres retenus pour la compétition officient lors de quatre matches de poule. La sélection des arbitres perd deux représentants par rapport à la précédente édition. Le Sud-Africain Jonathan Kaplan et le Néo-zélandais Steve Walsh arbitrent leur quatrième Coupe du monde de rugby. Aucun arbitre, ni juge de touche des zones Asie et Amérique du Nord n'est retenu. Seulement dix des 21 officiels de match sont retenus pour les phases finales.
Ci-dessous, la liste des dix arbitres retenus pour la Coupe du monde.
| FIRA-AER                                                                       | FORU                       | CAR                           |
| ------------------------------------------------------------------------------ | -------------------------- | ----------------------------- |
| Wayne Barnes George Clancy Nigel Owens Dave Pearson Romain Poite Alain Rolland | Bryce Lawrence Steve Walsh | Craig Joubert Jonathan Kaplan |

## Cérémonie d'ouverture

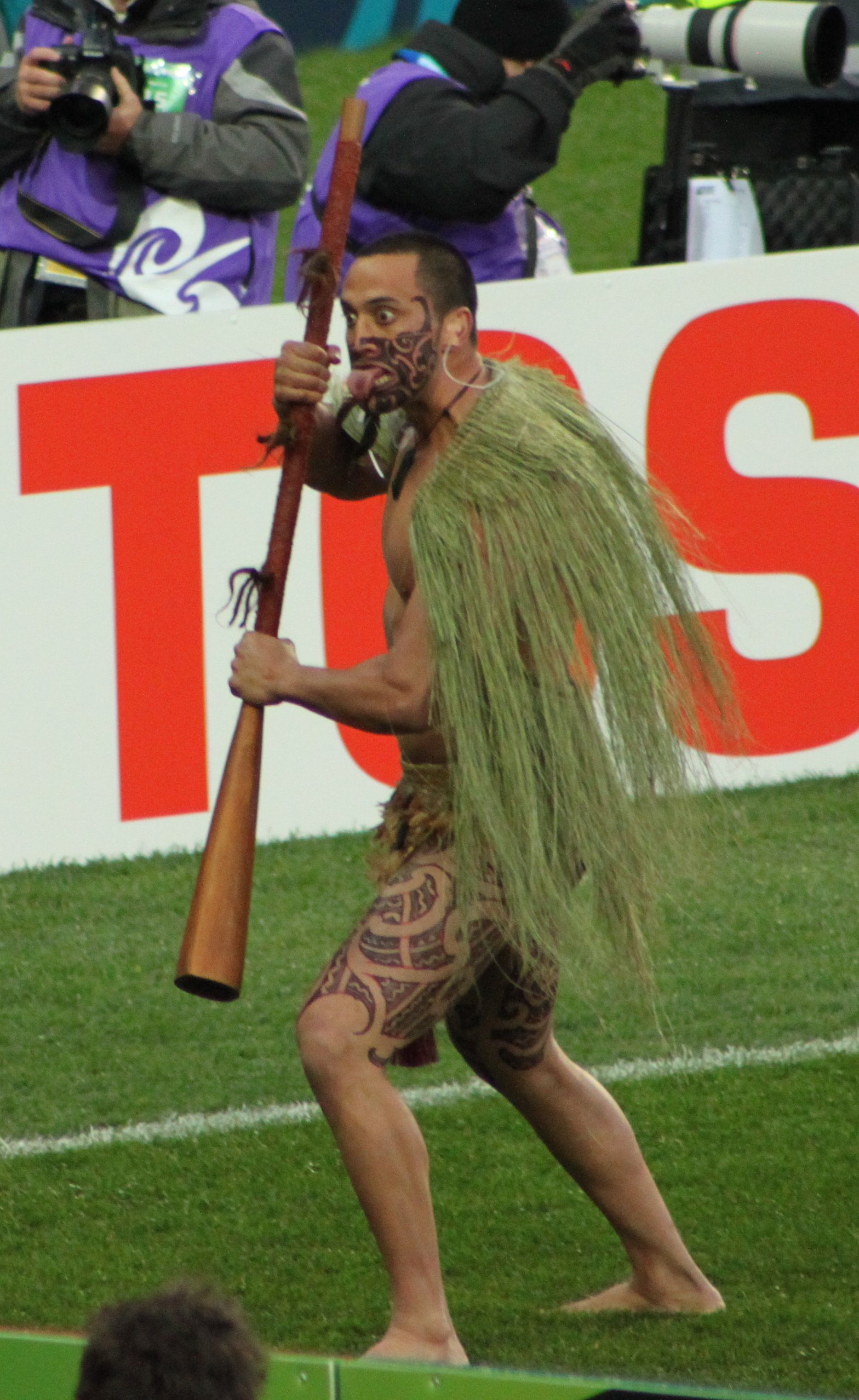
Danse Maori lors de la cérémonie d'ouverture de la Coupe du monde 2011.

La cérémonie d'ouverture de la Coupe du monde 2011 se déroule le 9 septembre, dans le stade de l'Eden Park d'Auckland juste avant le premier match qui oppose la Nouvelle-Zélande aux îles Tonga. Elle débute à 19 h 30, heure locale, et dure un peu moins de trente minutes. Elle met en scène plus de huit cents danseurs et chanteurs. Plusieurs tableaux se succèdent rappelant les fondamentaux du rugby et de la culture néo-zélandaise. Le premier tableau « la belle » met en scène la séparation du ciel et de la terre qui engendre l'émergence de la lumière. Une incantation maorie demande aux autres peuples du monde de traverser la terre pour rejoindre la Nouvelle-Zélande. Dans le second tableau, un plan est fait sur la connexion des deux îles néo-zélandaises formant un stade de quatre millions de personnes. Une invitation est faite à rejoindre la culture néo-zélandaise. Dans le troisième tableau, « le voyage », les peuples rejoignent la Nouvelle-Zélande, symbolisés par huit petits bateaux. Le quatrième tableau rend hommage au requin qui symbolise la force. Deux requins s'affrontent dans une mêlée sous-marine. Il s'ensuit un haka réalisé par une trentaine de Maoris sur un sol volcanique. Le cinquième tableau « le terrain » est symbole de vie et de défi. Un enfant portant un maillot rouge et noir (couleurs de l'équipe de Christchurch) affronte les obstacles ballon en main. L'enfant décolle dans le ciel pour rejoindre et toucher un énorme ballon de rugby qui illumine le stade. Sur le sol s'inscrivent les noms d'anciens grands joueurs ayant participé aux coupes du monde depuis 1987. Une fumée remplit le stade d'où émerge la star du rugby Jonah Lomu. Ce dernier rejoint l'enfant et lui montre un énorme trophée aux formes de la Coupe Webb Ellis. Le stade se remplit des danseurs et musiciens, et la chanson de la Coupe du monde de rugby est interprétée. Elle est suivie d'un dernier haka. John Key, premier ministre de la Nouvelle-Zélande, fait un discours d'inauguration, suivi de Bernard Lapasset, président de l'International Rugby Board, qui déclare la compétition ouverte. Un feu d'artifice illumine le stade et la baie d'Auckland.

## Phase finale

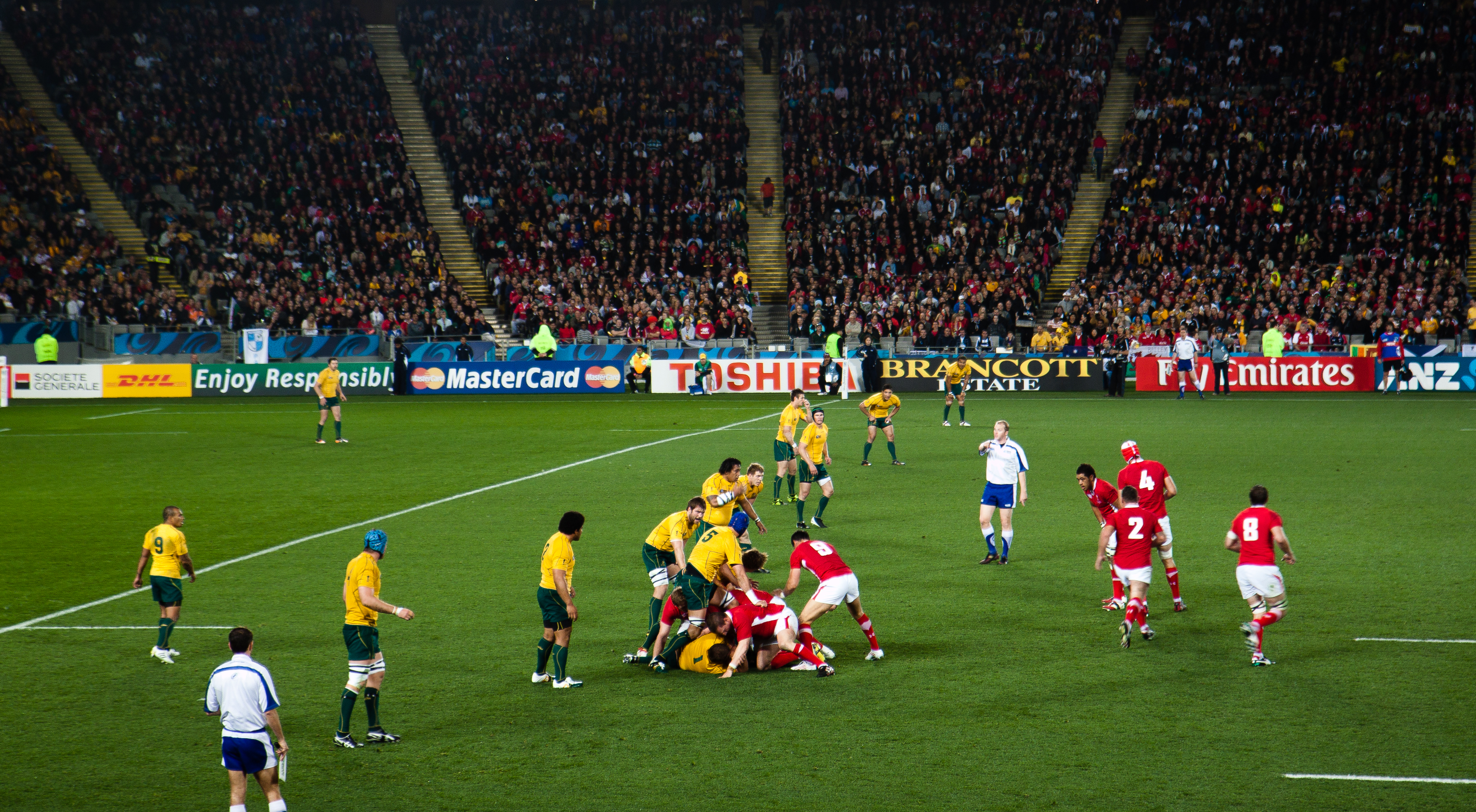
Match entre le Pays de Galles et l'Australie (finale de bronze) lors de la Coupe du monde de rugby 2011 en Nouvelle-Zélande.

### Déroulement
La formule entérinée pour la précédente Coupe du monde voyait les équipes classées aux trois premières places des quatre poules du premier tour de la phase finale qualifiées directement pour la Coupe du monde suivante. Il y avait donc douze qualifiés automatiques pour 2011. Jusqu'à présent seuls les quarts de finalistes de la Coupe du monde étaient dispensés des qualifications. Cette réforme porte donc de huit à douze le nombre d'équipes directement qualifiées pour l'édition suivante. "Cela servira à réduire le nombre potentiel de matches internationaux qui devront être joués les années précédant un tournoi par ces équipes qui n'ont pas disputé les quarts de finale de la précédente Coupe du monde, réduisant ainsi l'engorgement des calendriers", explique le président de l'IRB, Syd Millar, dans un communiqué.
Les Néo-Zélandais insistent pour que seules seize équipes soient retenues au lieu de vingt en 2007 en raison de leurs infrastructures limitées. La fédération néo-zélandaise connaît des problèmes financiers qu’elle ne souhaite pas amplifier en organisant des rencontres entre les meilleures sélections et des équipes très inférieures n'ayant que peu d'intérêt sportif et qui ne rempliraient pas les stades.
Les quatre autres places auraient été attribuées à l'issue de matches de qualification. Si elle a le mérite de simplifier les choses pour les meilleurs, cette formule complique considérablement la tâche des autres en multipliant les rencontres de qualification. 86 sélections nationales (sur 115 fédérations reconnues) s'étant engagées pour les éliminatoires de la Coupe du monde 2007, cela reviendrait (si le nombre d'engagés n'augmentait pas) à choisir quatre équipes parmi 82 candidats. Interrogé sur le sujet pendant la Coupe du monde en France, l’entraîneur des All Blacks, Graham Henry, assure préférer une phase finale à vingt équipes, tout comme son homologue australien John Connolly.
Une autre piste aurait consisté à organiser un Mondial B parallèle au Mondial A avec seize équipes, mais elle est également très onéreuse. La décision finale est prise en octobre 2007, lors d'un congrès spécial de l'IRB à Paris : le format de la compétition reste inchangé par rapport à celui de 2003 et de 2007 : phase finale à vingt équipes en quatre groupes de cinq.
La finale a lieu le dimanche 23 octobre 2011 à l'Eden Park d'Auckland. Le choix de la date est dicté par le fait que ce jour tombe au milieu d'un week-end prolongé en Nouvelle-Zélande, et à la veille du Labour Day (Fête du Travail).
Le comité d’organisation, Rugby New Zealand 2011 Ltd, est dirigé par l’ancien directeur général de la Fédération néo-zélandaise de cricket, Martin Snedden. Ancien international de cricket dans les années 1980 devenu avocat, Snedden a pris ses fonctions en mai 2007. À l'instar de l'édition précédente, les trois premiers de chaque poule sont directement qualifiés pour l'édition suivante en 2015.

### Premier tour
Une victoire en phase de poules rapporte quatre points de classement, un nul deux et une défaite rien. Une équipe qui marque au moins quatre essais est gratifiée d'un point de bonus offensif, une équipe perdant par sept points ou moins reçoit un point de bonus défensif. À l'issue de la première phase, seuls les deux premiers de chaque poule sont qualifiés pour les quarts de finale. En cas d'égalité entre deux équipes, elles sont départagées en considérant le vainqueur du match les ayant opposées. Si l'égalité persiste, elles sont départagées en considérant successivement la différence de points, celle d'essais, le nombre de points marqués, celui d'essais marqués et en dernier lieu le rang au classement IRB au 3 octobre 2011.

#### Tirage au sort
Le tirage au sort est effectué le 1er décembre 2008 à Londres. Les vingt qualifiés sont placés dans quatre poules de cinq équipes. Pour la première fois, le tirage au sort des poules du premier tour s’est effectué sur la base du classement de l’IRB arrêté au 1er décembre 2008, et non sur celle des résultats de la Coupe du monde précédente.
| Poule A Nouvelle-Zélande France Tonga Canada Japon | Poule B Argentine Angleterre Écosse Géorgie Roumanie | Poule C Australie Irlande Italie Russie États-Unis | Poule D Afrique du Sud Pays de Galles Fidji Samoa Namibie |

#### Poule A
| Rang | Nation           | J | V | N | D | Em | Ee | Bo | Bd | Pm  | Pe  | Diff | Pts |
| ---- | ---------------- | - | - | - | - | -- | -- | -- | -- | --- | --- | ---- | --- |
| 1    | Nouvelle-Zélande | 4 | 4 | 0 | 0 | 36 | 6  | 4  | 0  | 240 | 49  | +191 | 20  |
| 2    | France           | 4 | 2 | 0 | 2 | 13 | 9  | 2  | 1  | 124 | 96  | +28  | 11  |
| 3    | Tonga            | 4 | 2 | 0 | 2 | 7  | 13 | 0  | 1  | 80  | 98  | -18  | 9   |
| 4    | Canada           | 4 | 1 | 1 | 2 | 9  | 20 | 0  | 0  | 82  | 168 | -86  | 6   |
| 5    | Japon            | 4 | 0 | 1 | 3 | 8  | 25 | 0  | 0  | 69  | 184 | -115 | 2   |

#### Poule B
| Rang | Nation     | J | V | N | D | Em | Ee | Bo | Bd | Pm  | Pe  | Diff | Pts |
| ---- | ---------- | - | - | - | - | -- | -- | -- | -- | --- | --- | ---- | --- |
| 1    | Angleterre | 4 | 4 | 0 | 0 | 18 | 1  | 2  | 0  | 137 | 34  | +103 | 18  |
| 2    | Argentine  | 4 | 3 | 0 | 1 | 10 | 3  | 1  | 1  | 90  | 40  | +50  | 14  |
| 3    | Écosse     | 4 | 2 | 0 | 2 | 4  | 4  | 1  | 2  | 73  | 59  | +14  | 11  |
| 4    | Géorgie    | 4 | 1 | 0 | 3 | 3  | 9  | 0  | 0  | 48  | 90  | -42  | 4   |
| 5    | Roumanie   | 4 | 0 | 0 | 4 | 3  | 21 | 0  | 0  | 44  | 169 | -125 | 0   |

#### Poule C
| Rang | Nation     | J | V | N | D | Em | Ee | Bo | Bd | Pm  | Pe  | Diff | Pts |
| ---- | ---------- | - | - | - | - | -- | -- | -- | -- | --- | --- | ---- | --- |
| 1    | Irlande    | 4 | 4 | 0 | 0 | 15 | 3  | 1  | 0  | 135 | 34  | +101 | 17  |
| 2    | Australie  | 4 | 3 | 0 | 1 | 25 | 4  | 3  | 0  | 173 | 48  | +125 | 15  |
| 3    | Italie     | 4 | 2 | 0 | 2 | 13 | 11 | 2  | 0  | 92  | 95  | -3   | 10  |
| 4    | États-Unis | 4 | 1 | 0 | 3 | 4  | 18 | 0  | 0  | 38  | 122 | -84  | 4   |
| 5    | Russie     | 4 | 0 | 0 | 4 | 8  | 29 | 0  | 1  | 57  | 196 | -139 | 1   |

#### Poule D
| Rang | Nation         | J | V | N | D | Em | Ee | Bo | Bd | Pm  | Pe  | Diff | Pts |
| ---- | -------------- | - | - | - | - | -- | -- | -- | -- | --- | --- | ---- | --- |
| 1    | Afrique du Sud | 4 | 4 | 0 | 0 | 21 | 2  | 2  | 0  | 166 | 24  | +142 | 18  |
| 2    | Pays de Galles | 4 | 3 | 0 | 1 | 23 | 4  | 2  | 1  | 180 | 34  | +146 | 15  |
| 3    | Samoa          | 4 | 2 | 0 | 2 | 10 | 5  | 1  | 1  | 91  | 49  | +42  | 10  |
| 4    | Fidji          | 4 | 1 | 0 | 3 | 7  | 19 | 1  | 0  | 59  | 167 | -108 | 5   |
| 5    | Namibie        | 4 | 0 | 0 | 4 | 5  | 36 | 0  | 0  | 44  | 266 | -222 | 0   |

### Phase éliminatoire
|  | Quarts de finale                            | Quarts de finale                            |                                       |                                       | Demi-finales                          | Demi-finales                          |    |  | Finale                                | Finale                                |
|  | Quarts de finale                            | Quarts de finale                            |                                       |                                       | Demi-finales                          | Demi-finales                          |    |  | Finale                                | Finale                                |
|  |                                             |                                             |                                       |                                       |                                       |                                       |    |  |                                       |                                       |
|  | le 8 octobre au Westpac Stadium, Wellington | le 8 octobre au Westpac Stadium, Wellington |                                       |                                       | le 15 octobre à l'Eden Park, Auckland | le 15 octobre à l'Eden Park, Auckland |    |  | le 23 octobre à l'Eden Park, Auckland | le 23 octobre à l'Eden Park, Auckland |
|  | le 8 octobre au Westpac Stadium, Wellington | le 8 octobre au Westpac Stadium, Wellington |                                       |                                       | le 15 octobre à l'Eden Park, Auckland | le 15 octobre à l'Eden Park, Auckland |    |  | le 23 octobre à l'Eden Park, Auckland | le 23 octobre à l'Eden Park, Auckland |
|  | Irlande                                     | 10                                          |                                       |                                       | le 15 octobre à l'Eden Park, Auckland | le 15 octobre à l'Eden Park, Auckland |    |  | le 23 octobre à l'Eden Park, Auckland | le 23 octobre à l'Eden Park, Auckland |
|  | Irlande                                     | 10                                          |                                       |                                       | le 15 octobre à l'Eden Park, Auckland | le 15 octobre à l'Eden Park, Auckland |    |  | le 23 octobre à l'Eden Park, Auckland | le 23 octobre à l'Eden Park, Auckland |
|  | Pays de Galles                              | 22                                          |                                       |                                       | le 15 octobre à l'Eden Park, Auckland | le 15 octobre à l'Eden Park, Auckland |    |  | le 23 octobre à l'Eden Park, Auckland | le 23 octobre à l'Eden Park, Auckland |
|  | Pays de Galles                              | 22                                          | Galles                                | 8                                     |                                       |                                       |    |  | le 23 octobre à l'Eden Park, Auckland | le 23 octobre à l'Eden Park, Auckland |
|  | le 8 octobre à l'Eden Park, Auckland        |                                             | Galles                                | 8                                     |                                       |                                       |    |  | le 23 octobre à l'Eden Park, Auckland | le 23 octobre à l'Eden Park, Auckland |
|  |                                             | France                                      | 9                                     |                                       |                                       |                                       |    |  | le 23 octobre à l'Eden Park, Auckland | le 23 octobre à l'Eden Park, Auckland |
|  | Angleterre                                  | France                                      | 9                                     | 12                                    |                                       |                                       |    |  | le 23 octobre à l'Eden Park, Auckland | le 23 octobre à l'Eden Park, Auckland |
|  | Angleterre                                  |                                             |                                       | 12                                    |                                       |                                       |    |  | le 23 octobre à l'Eden Park, Auckland | le 23 octobre à l'Eden Park, Auckland |
|  | France                                      | 19                                          |                                       |                                       |                                       |                                       |    |  | le 23 octobre à l'Eden Park, Auckland | le 23 octobre à l'Eden Park, Auckland |
|  | France                                      | 19                                          | France                                | 7                                     |                                       |                                       |    |  |                                       |                                       |
|  | le 9 octobre au Westpac Stadium, Wellington |                                             | France                                | 7                                     |                                       |                                       |    |  |                                       |                                       |
|  |                                             | Nouvelle-Zélande                            | 8                                     |                                       |                                       |                                       |    |  |                                       |                                       |
|  | Afrique du Sud                              | Nouvelle-Zélande                            | 8                                     | 9                                     |                                       |                                       |    |  |                                       |                                       |
|  | Afrique du Sud                              | le 16 octobre à l'Eden Park, Auckland       |                                       | 9                                     |                                       |                                       |    |  |                                       |                                       |
|  | Australie                                   | 11                                          |                                       |                                       |                                       |                                       |    |  |                                       |                                       |
|  | Australie                                   | 11                                          | Australie                             | 6                                     |                                       |                                       |    |  |                                       |                                       |
|  | le 9 octobre à l'Eden Park, Auckland        | le 9 octobre à l'Eden Park, Auckland        | Australie                             | 6                                     | Match pour la 3e place                | Match pour la 3e place                |    |  |                                       |                                       |
|  | le 9 octobre à l'Eden Park, Auckland        | le 9 octobre à l'Eden Park, Auckland        |                                       | Nouvelle-Zélande                      | Match pour la 3e place                | Match pour la 3e place                | 20 |  |                                       |                                       |
|  | Nouvelle-Zélande                            | 33                                          | le 21 octobre à l'Eden Park, Auckland | le 21 octobre à l'Eden Park, Auckland |                                       |                                       | 20 |  |                                       |                                       |
|  | Nouvelle-Zélande                            | 33                                          | le 21 octobre à l'Eden Park, Auckland | le 21 octobre à l'Eden Park, Auckland |                                       |                                       |    |  |                                       |                                       |
|  | Argentine                                   | 10                                          |                                       | Galles                                | 18                                    |                                       |    |  |                                       |                                       |
|  | Argentine                                   | 10                                          |                                       | Galles                                | 18                                    |                                       |    |  |                                       |                                       |
|  |                                             |                                             |                                       |                                       |                                       |                                       |    |  | Australie                             | 21                                    |
|  |                                             |                                             |                                       |                                       |                                       |                                       |    |  | Australie                             | 21                                    |

#### Quarts de finale
| 8 octobre 2011 18 h 00 UTC+13 | Irlande                                                                  | 10 – 22 (3–10) | Pays de Galles | Westpac Stadium, Wellington 35 787 spectateurs Arbitre : Craig Joubert |
| 8 octobre 2011 18 h 00 UTC+13 | Essai(s) : Earls 45e Transformation(s) : O'Gara Pénalité(s) : O'Gara 24e |                | Essai(s) : 3 S. Williams 3e ; Phillips 51e ; J. Davies 64e Transformation(s) : 2/3 Priestland 4e, 65e Pénalité(s) : Halfpenny 28e | Westpac Stadium, Wellington 35 787 spectateurs Arbitre : Craig Joubert |
| 8 octobre 2011 18 h 00 UTC+13 |                                                                          |                | | Westpac Stadium, Wellington 35 787 spectateurs Arbitre : Craig Joubert |

| 8 octobre 2011 20 h 30 UTC+13 | Angleterre                                                               | 12 – 19 (0–16) | France                                                                                          | Eden Park, Auckland 49 105 spectateurs Arbitre : Steve Walsh |
| 8 octobre 2011 20 h 30 UTC+13 | Essai(s) : 2 Foden 55e ; Cueto 76e Transformation(s) : 1/2 Wilkinson 56e |                | Essai(s) : 2 Clerc 22e ; Médard 31e Pénalité(s) : 2/3 Yachvili 11e, 16e Drop(s) : Trinh-Duc 73e | Eden Park, Auckland 49 105 spectateurs Arbitre : Steve Walsh |
| 8 octobre 2011 20 h 30 UTC+13 |                                                                          |                |                                                                                                 | Eden Park, Auckland 49 105 spectateurs Arbitre : Steve Walsh |

| 9 octobre 2011 18 h 00 UTC+13 | Afrique du Sud                                         | 9 – 11 (3–8) | Australie                                                | Westpac Stadium, Wellington 34 914 spectateurs Arbitre : Bryce Lawrence |
| 9 octobre 2011 18 h 00 UTC+13 | Pénalité(s) : 2 M.Steyn 39e, 56e Drop(s) : M.Steyn 60e |              | Essai(s) : Horwill 11e Pénalité(s) : 2 O'Connor 17e, 72e | Westpac Stadium, Wellington 34 914 spectateurs Arbitre : Bryce Lawrence |
| 9 octobre 2011 18 h 00 UTC+13 |                                                        |              |                                                          | Westpac Stadium, Wellington 34 914 spectateurs Arbitre : Bryce Lawrence |

| 9 octobre 2011 20 h 30 UTC+13 | Nouvelle-Zélande | 33 – 10 (12–7) | Argentine                                                                               | Eden Park, Auckland 57 192 spectateurs Arbitre : Nigel Owens |
| 9 octobre 2011 20 h 30 UTC+13 | Essai(s) : 2 Read 67e ; Thorn 78e Transformation(s) : 1/2 Cruden 79e Pénalité(s) : 7/7 Weepu 12e, 25e, 36e, 39e, 49e, 59e, 73e |                | Essai(s) : Farías Cabello 31e Transformation(s) : Contepomi Pénalité(s) : 1/1 Bosch 46e | Eden Park, Auckland 57 192 spectateurs Arbitre : Nigel Owens |
| 9 octobre 2011 20 h 30 UTC+13 | |                |                                                                                         | Eden Park, Auckland 57 192 spectateurs Arbitre : Nigel Owens |

#### Demi-finales
| 15 octobre 2011 21 h 00 UTC+13 | Pays de Galles | 8 – 9 (3-6) | France                                                                 | Eden Park, Auckland 58 629 spectateurs Arbitre : Alain Rolland |
| 15 octobre 2011 21 h 00 UTC+13 | Essai(s) : Phillips 59e Pénalité(s) : 1/3 Hook 8e Drop(s) : 0 Hook 0/1 ; S.Jones 0/1 Carton(s) rouge(s) : Warburton 19e |             | Pénalité(s) : 3/3 Parra 22e, 35e, 51e Drop(s) : 0 Parra 0/1 Médard 0/1 | Eden Park, Auckland 58 629 spectateurs Arbitre : Alain Rolland |
| 15 octobre 2011 21 h 00 UTC+13 | |             |                                                                        | Eden Park, Auckland 58 629 spectateurs Arbitre : Alain Rolland |

| 16 octobre 2011 21 h 00 UTC+13 | Australie                                               | 6 – 20 (6-14) | Nouvelle-Zélande | Eden Park, Auckland 60 087 spectateurs Arbitre : Craig Joubert |
| 16 octobre 2011 21 h 00 UTC+13 | Pénalité(s) : 1/1 O'Connor 16e Drop(s) : 1/1 Cooper 32e |               | Essai(s) : Nonu 6e Pénalité(s) : 4/7 Weepu 13e, 38e, 43e, 73e Drop(s) : 1/1 Cruden 22e Carton(s) jaune(s) : S.B. Williams 76e | Eden Park, Auckland 60 087 spectateurs Arbitre : Craig Joubert |
| 16 octobre 2011 21 h 00 UTC+13 |                                                         |               | | Eden Park, Auckland 60 087 spectateurs Arbitre : Craig Joubert |

#### Match pour la troisième place
| 21 octobre 20 h 30 UTC+13 | Pays de Galles | 18 – 21 (3–7) | Australie | Eden Park, Auckland 53 014 spectateurs Arbitre : Wayne Barnes |
| 21 octobre 20 h 30 UTC+13 | Essai(s) : 2 S. Williams 49e, Halfpenny 80e Transformation(s) : 1/2 S. Jones 80e Pénalité(s) : 2/3 (1/2) Hook 19e (1/1) S.Jones 71e |               | Essai(s) : 2 B. Barnes 12e, McCalman 76e Transformation(s) : 1/2 Cooper 12e Pénalité(s) : 2/4 O'Connor 55e, 58e Drop(s) : 1/1 B. Barnes 67e | Eden Park, Auckland 53 014 spectateurs Arbitre : Wayne Barnes |
| 21 octobre 20 h 30 UTC+13 | |               | | Eden Park, Auckland 53 014 spectateurs Arbitre : Wayne Barnes |

#### Finale
| 23 octobre 2011 21:00 UTC+13 | France                                                     | 7 – 8 (0-5) | Nouvelle-Zélande                                 | Eden Park, Auckland 61 079 spectateurs Arbitre : Craig Joubert |
| 23 octobre 2011 21:00 UTC+13 | Essai(s) : Dusautoir 47e Transformation(s) : Trinh-Duc 49e |             | Essai(s) : Woodcock 15e Pénalité(s) : Donald 46e | Eden Park, Auckland 61 079 spectateurs Arbitre : Craig Joubert |
| 23 octobre 2011 21:00 UTC+13 |                                                            |             |                                                  | Eden Park, Auckland 61 079 spectateurs Arbitre : Craig Joubert |

## Statistiques
Les statistiques sont mises à jour au 19 octobre 2011

### Meilleurs marqueurs d'essais
- Les deux meilleurs marqueurs : six essais chacun.

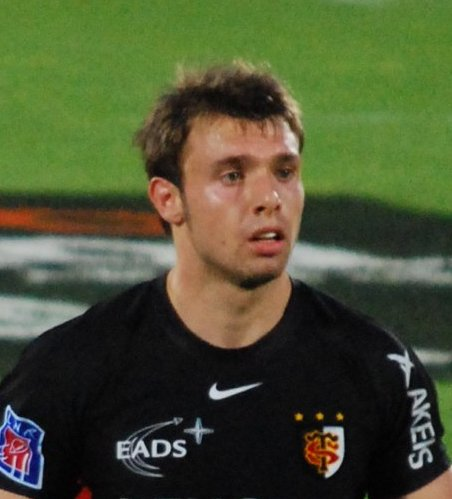
Vincent Clerc France
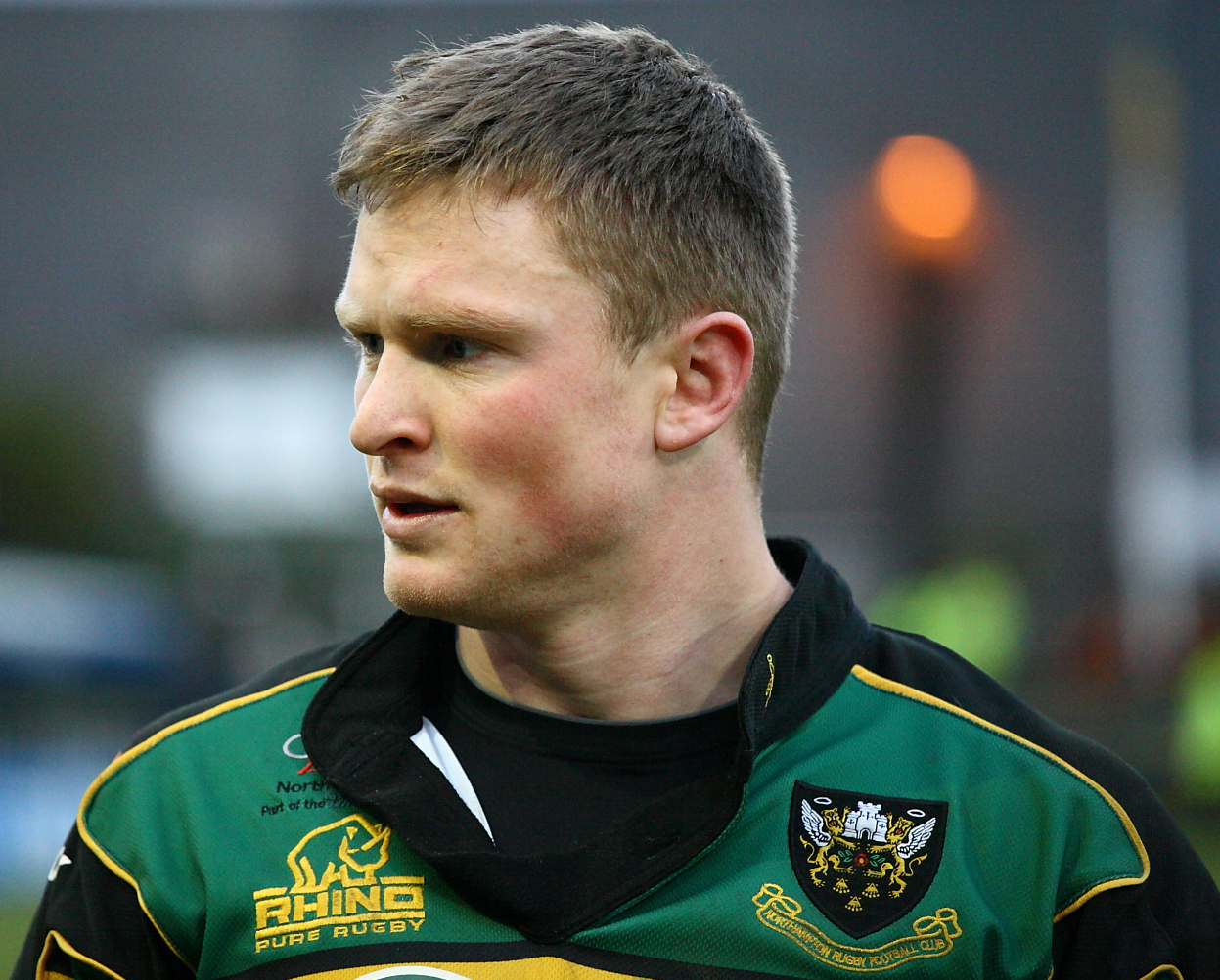
Chris Ashton Angleterre

- Douze joueurs ayant marqué au moins quatre essais :

| Rang | Joueur              | Pays             | Essais |
| ---- | ------------------- | ---------------- | ------ |
| 1    | Vincent Clerc       | France           | 6      |
| 1    | Chris Ashton        | Angleterre       | 6      |
| 3    | Adam Ashley-Cooper  | Australie        | 5      |
| 3    | Israel Dagg         | Nouvelle-Zélande | 5      |
| 3    | Keith Earls         | Irlande          | 5      |
| 6    | Mark Cueto          | Angleterre       | 4      |
| 6    | Vereniki Goneva     | Fidji            | 4      |
| 6    | Zac Guildford       | Nouvelle-Zélande | 4      |
| 6    | Richard Kahui       | Nouvelle-Zélande | 4      |
| 6    | Jerome Kaino        | Nouvelle-Zélande | 4      |
| 6    | Sonny Bill Williams | Nouvelle-Zélande | 4      |
| 6    | Scott Williams      | Pays de Galles   | 4      |

### Meilleurs réalisateurs
- Les trois meilleurs réalisateurs

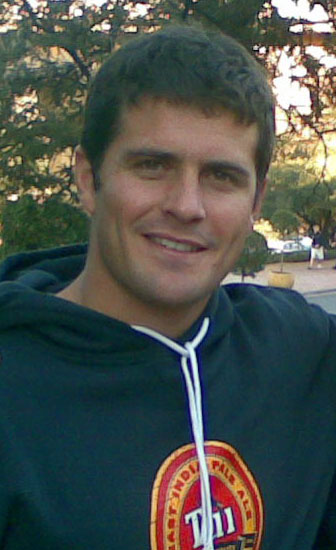
Morné Steyn Afrique du Sud 62 points
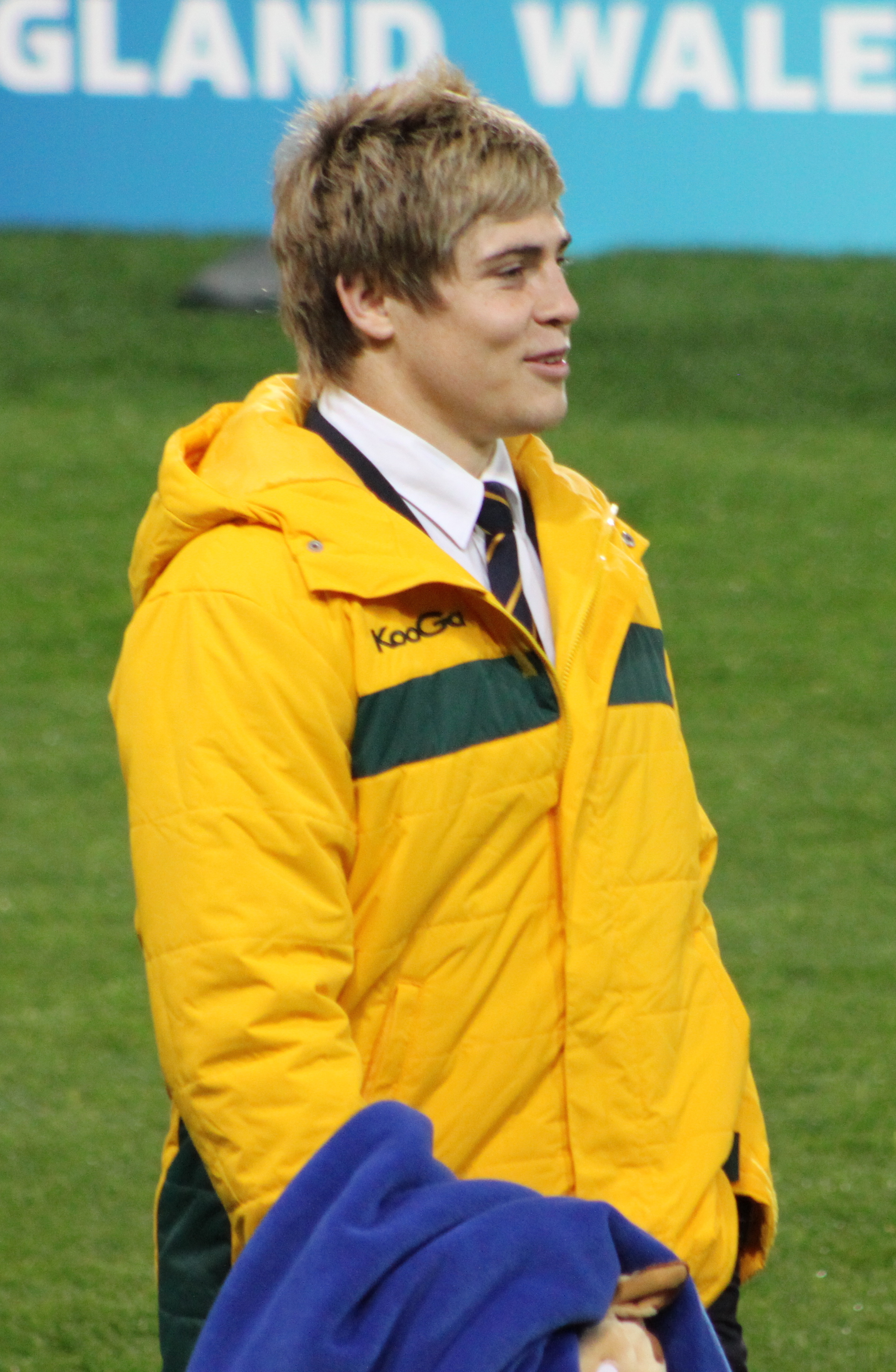
James O'Connor Australie 52 points
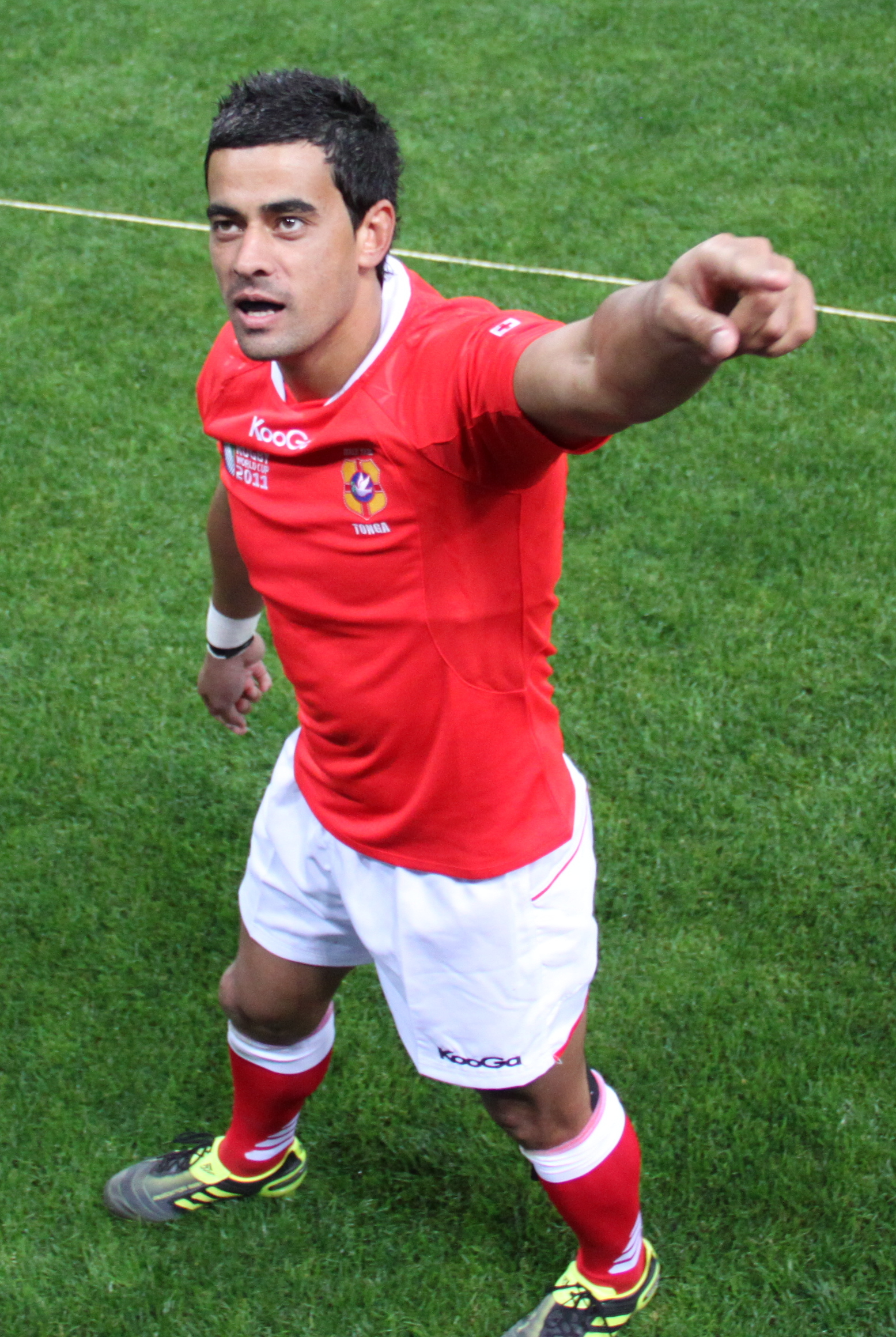
Kurt Morath Tonga 45 points

- Les onze réalisateurs d'au moins trente points :

| Rang | Joueur           | Pays             | Points | Matches joués | Points par match | Essais | Transf. | Pén. | Drops |
| ---- | ---------------- | ---------------- | ------ | ------------- | ---------------- | ------ | ------- | ---- | ----- |
| 1    | Morné Steyn      | Afrique du Sud   | 62     | 5             | 12,4             | 2      | 14      | 7    | 1     |
| 2    | James O'Connor   | Australie        | 52     | 6             | 8,7              | 1      | 13      | 7    | 0     |
| 3    | Kurt Morath      | Tonga            | 45     | 4             | 11,2             | 0      | 6       | 11   | 0     |
| 4    | Ronan O'Gara     | Irlande          | 44     | 5             | 8,8              | 0      | 10      | 8    | 0     |
| 5    | Piri Weepu       | Nouvelle-Zélande | 41     | 7             | 5,9              | 0      | 4       | 11   | 0     |
| 6    | Dimitri Yachvili | France           | 39     | 7             | 5,6              | 0      | 6       | 9    | 0     |
| 7    | Morgan Parra     | France           | 37     | 7             | 5,3              | 1      | 4       | 8    | 0     |
| 8    | Colin Slade      | Nouvelle-Zélande | 36     | 5             | 7,2              | 1      | 14      | 1    | 0     |
| 9    | James Arlidge    | Japon            | 34     | 3             | 11,3             | 2      | 3       | 6    | 0     |
| 10   | Chris Ashton     | Angleterre       | 30     | 5             | 6,0              | 6      | 0       | 0    | 0     |
| 10   | Vincent Clerc    | France           | 30     | 7             | 4,3              | 6      | 0       | 0    | 0     |

### Meilleurs marqueurs de drops
- Quatorze joueurs ont marqué au moins un drop :

| Rang | Joueur             | Pays             | Drops |
| ---- | ------------------ | ---------------- | ----- |
| 1    | Kotze Theuns       | Namibie          | 3     |
| 1    | Dan Parks          | Écosse           | 3     |
| 3    | François Trinh-Duc | France           | 2     |
| 3    | Ander Monro        | Canada           | 2     |
| 5    | Morné Steyn        | Afrique du Sud   | 1     |
| 5    | Quade Cooper       | Australie        | 1     |
| 5    | Daniel Carter      | Nouvelle-Zélande | 1     |
| 5    | Jonny Wilkinson    | Angleterre       | 1     |
| 5    | Tusi Pisi          | Samoa            | 1     |
| 5    | Aaron Cruden       | Nouvelle-Zélande | 1     |
| 5    | Jonathan Sexton    | Irlande          | 1     |
| 5    | Konstantin Rachkov | Russie           | 1     |
| 5    | Ruaridh Jackson    | Écosse           | 1     |
| 5    | Berrick Barnes     | Australie        | 1     |

### Bilan par équipe
Toutes les équipes sont classées (à titre indicatif) selon : 
- la phase atteinte dans le tournoi ;
- le classement à l'issue du premier tour ;
- les points de classement à la fin du premier tour ;
- la différence de points à la fin de la compétition.

| Rang | Résultat       | Équipe           | M | V | N | D | PM  | PE  | Diff. de points | EM | EE | Diff. d'essais | Rang (poule) | Points (poule) | BO | BD | Classement IRB | Classement IRB | Classement IRB |   |   |
| Rang | Résultat       | Équipe           | M | V | N | D | PM  | PE  | Diff. de points | EM | EE | Diff. d'essais | Rang (poule) | Points (poule) | BO | BD | av.            | gain           | ap.            |   |   |
| ---- | -------------- | ---------------- | - | - | - | - | --- | --- | --------------- | -- | -- | -------------- | ------------ | -------------- | -- | -- | -------------- | -------------- | -------------- | - | - |
| 1    | Vainqueur      | Nouvelle-Zélande | 7 | 7 | 0 | 0 | 301 | 72  | +229            | 40 | 8  | +32            | 1            | 20             | 4  | 0  | 1              | 0              | 1              | 1 | 0 |
| 2    | finaliste      | France           | 7 | 4 | 0 | 3 | 159 | 124 | +35             | 16 | 13 | +3             | 2            | 11             | 2  | 2  | 6              | +3             | 3              | 1 | 0 |
| 3    | troisième      | Australie        | 7 | 5 | 0 | 2 | 211 | 95  | +116            | 28 | 7  | +21            | 2            | 15             | 3  | 0  | 3              | +1             | 2              | 0 | 0 |
| 4    | quatrième      | Pays de Galles   | 7 | 5 | 0 | 2 | 228 | 74  | +154            | 29 | 7  | +22            | 2            | 15             | 2  | 3  | 7              | -1             | 8              | 0 | 1 |
| 5    | 1/4 finalistes | Afrique du Sud   | 5 | 4 | 0 | 1 | 175 | 35  | +140            | 21 | 3  | +18            | 1            | 18             | 2  | 0  | 2              | -2             | 4              | 1 | 0 |
| 6    | 1/4 finalistes | Angleterre       | 5 | 4 | 0 | 1 | 149 | 53  | +96             | 20 | 3  | +17            | 1            | 18             | 2  | 0  | 5              | 0              | 5              | 2 | 0 |
| 7    | 1/4 finalistes | Irlande          | 5 | 4 | 0 | 1 | 145 | 56  | +112            | 16 | 6  | +10            | 1            | 17             | 1  | 0  | 4              | -2             | 6              | 0 | 0 |
| 8    | 1/4 finalistes | Argentine        | 5 | 3 | 0 | 2 | 100 | 73  | +27             | 11 | 5  | +6             | 2            | 14             | 1  | 1  | 8              | +1             | 7              | 1 | 0 |
| 9    | 3e poule B     | Écosse           | 4 | 2 | 0 | 2 | 73  | 59  | +14             | 4  | 4  | 0              | 3            | 11             | 1  | 2  | 9              | 0              | 9              | 0 | 0 |
| 10   | 3e poule D     | Samoa            | 4 | 2 | 0 | 2 | 91  | 49  | +42             | 10 | 5  | +5             | 3            | 10             | 1  | 1  | 10             | -1             | 11             | 1 | 1 |
| 11   | 3e poule C     | Italie           | 4 | 2 | 0 | 2 | 92  | 95  | -3              | 13 | 11 | +2             | 3            | 10             | 2  | 0  | 11             | -1             | 12             | 1 | 0 |
| 12   | 3e poule A     | Tonga            | 4 | 2 | 0 | 2 | 80  | 98  | -18             | 7  | 13 | -5             | 3            | 9              | 0  | 1  | 12             | +3             | 9              | 3 | 0 |
| 13   | 4e poule A     | Canada           | 4 | 1 | 1 | 2 | 82  | 168 | -86             | 9  | 20 | -11            | 4            | 6              | 0  | 0  | 14             | +1             | 13             | 0 | 0 |
| 14   | 4e poule D     | Fidji            | 4 | 1 | 0 | 3 | 59  | 167 | -108            | 7  | 19 | -12            | 4            | 5              | 1  | 0  | 15             | -1             | 16             | 0 | 0 |
| 15   | 4e poule B     | Géorgie          | 4 | 1 | 0 | 3 | 48  | 90  | -42             | 3  | 9  | -6             | 4            | 4              | 0  | 0  | 16             | +2             | 14             | 0 | 0 |
| 16   | 4e poule C     | États-Unis       | 4 | 1 | 0 | 3 | 38  | 122 | -84             | 4  | 18 | -14            | 4            | 4              | 0  | 0  | 18             | +1             | 17             | 2 | 0 |
| 17   | 5e poule A     | Japon            | 4 | 0 | 1 | 3 | 69  | 184 | -115            | 8  | 25 | -16            | 5            | 2              | 0  | 0  | 13             | -2             | 15             | 1 | 0 |
| 18   | 5e poule C     | Russie           | 4 | 0 | 0 | 4 | 57  | 196 | -139            | 8  | 29 | -21            | 5            | 1              | 0  | 1  | 19             | -2             | 21             | 1 | 0 |
| 19   | 5e poule B     | Roumanie         | 4 | 0 | 0 | 4 | 44  | 169 | -125            | 3  | 21 | -18            | 5            | 0              | 0  | 0  | 17             | -1             | 18             | 1 | 0 |
| 20   | 5e poule D     | Namibie          | 4 | 0 | 0 | 4 | 44  | 266 | -222            | 5  | 36 | -31            | 5            | 0              | 0  | 0  | 20             | +1             | 19             | 2 | 0 |